# Piccalilli

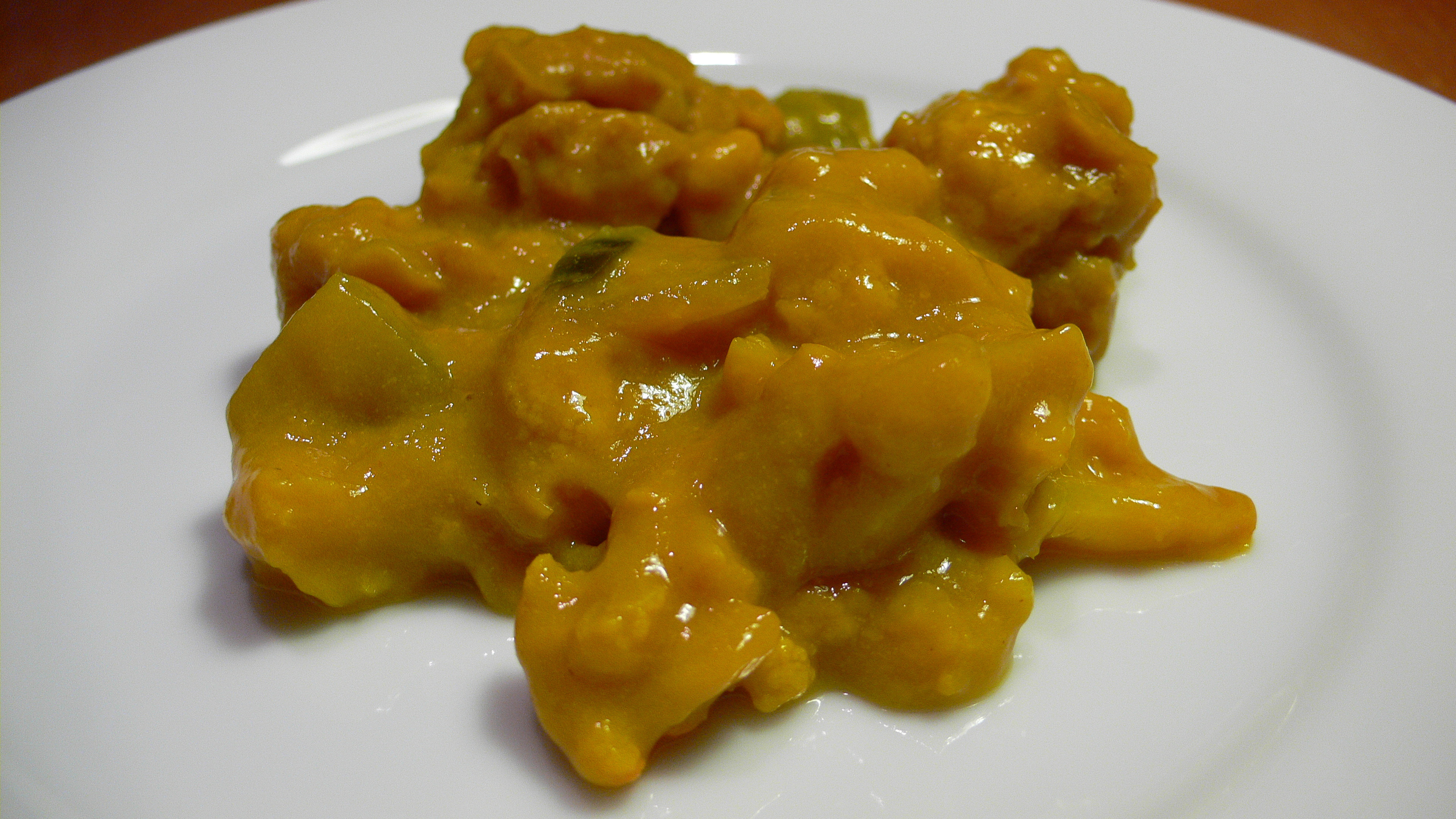
Piccalilli de mostaza al estilo inglés.

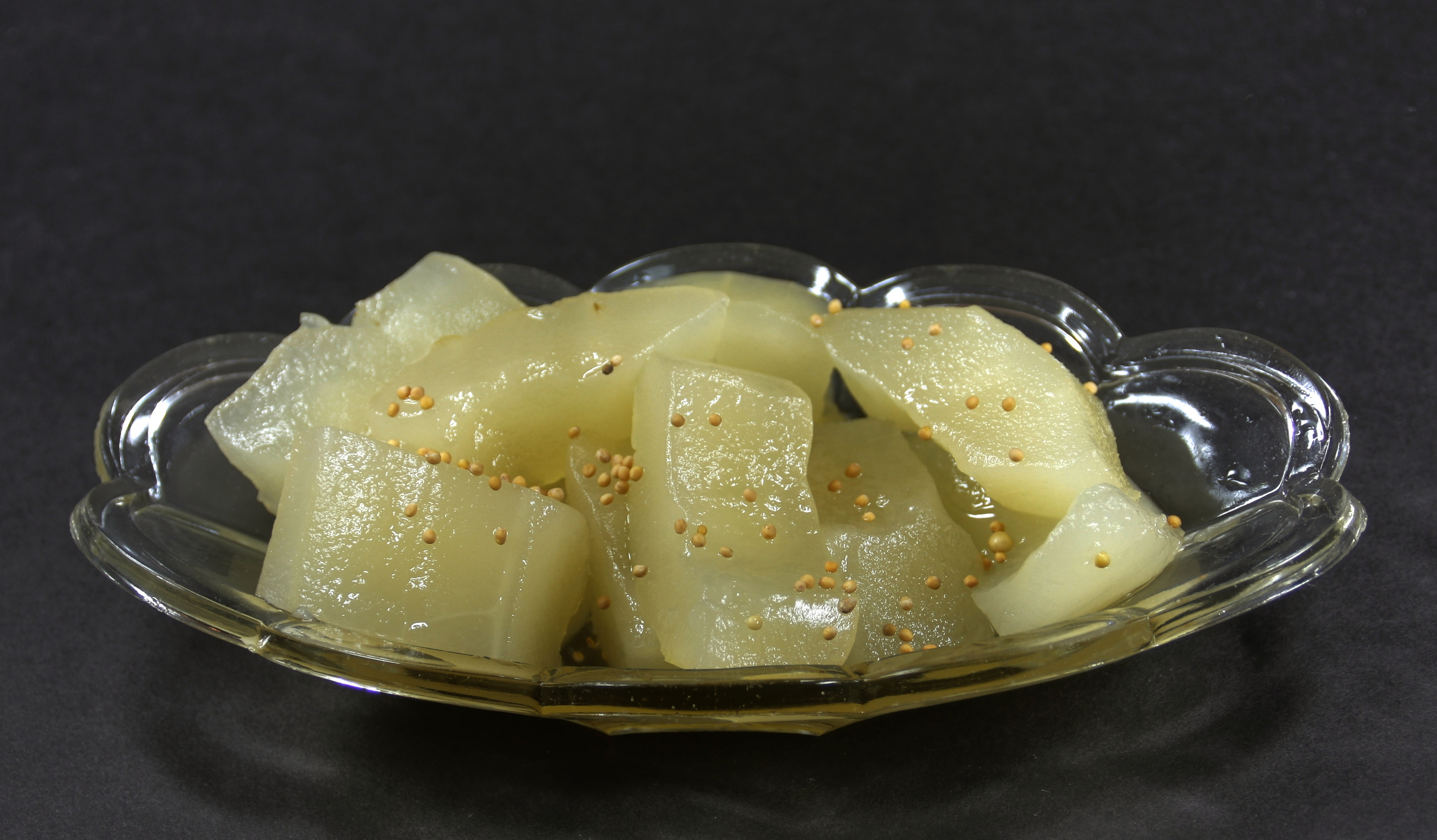
Picalilli al estilo norteamericano.

Piccalilli es un tipo de salsa elaborada con verduras encurtidas. Las recetas acerca de su composición varían mucho entre diversas regiones anglosajonas, existiendo dos tendencias claras: la norteamericana y la británica.

## Etimología
La palabra aparece por primera vez en el idioma inglés en el año 1845; su etimología no es muy clara pero se supone que proviene de una alteración de "pickle" (encurtido).  No hay pruebas de que sea un topónimo asociado a Piccadilly. El término "paco lilla" aparece en algunas ediciones del libro de la escritora Hannah Glasse titulado "The Art of Cookery" para describir una receta de un encurtido saborizado con jengibre.

## Variantes

### Piccalilli británico
El piccalilli británico suele elaborarse con verduras que incluyen de forma invariable coliflor y verdura de  marrow por regla general condimentada con mostaza y cúrcuma. Se suele emplear como acompañamiento de salchicha, bacon, huevos, tostadas, quesos, tomates, cerveza. Es similar en su composición al sweet pickle tal y como lo puede ser el Branston Pickle. Es un acompañamiento muy habitual en fiambres, y en algunas ocasiones se emplea en el ploughman's lunch. Se puede encontrar disponible en los supermercados. En Flandes, Bélgica el piccalilli se sirve por regla general con patatas fritas o con puré de patatas y zanahorias.

### Piccalilli norteamericano
Los piccalillis norteamericanos contienen gherkins (similar a los pepinos) finamente picados, se pican con su piel verde y suelen ser empleados como condimento en los Chicago-style hot dogs. Pueden ser mezclados con mayonesa o crème fraîche para crear una remoulade. Otras recetas contienen tomates verdes, cebollas, y pimientos.